# Castilleja schizotricha
Castilleja schizotricha är en snyltrotsväxtart som beskrevs av Greenman. Castilleja schizotricha ingår i släktet målarborstar, och familjen snyltrotsväxter. Inga underarter finns listade i Catalogue of Life.